# Taskovići
Taskovići (izvirno srbsko Тасковићи) je naselje v Srbiji, ki upravno spada pod Občino Gadžin Han; slednja pa je del Niškega upravnega okraja.

## Demografija
V naselju živi 353 polnoletnih prebivalcev, pri čemer je njihova povprečna starost 50,3 let (48,3 pri moških in 52,8 pri ženskah). Naselje ima 158 gospodinjstev, pri čemer je povprečno število članov na gospodinjstvo 2,55.
To naselje je, glede na rezultate popisa iz leta 2002, večinoma srbsko.
|  |

| Demografija | Demografija     | Demografija     |
| Leto        | Št. prebivalcev | Št. prebivalcev |
| ----------- | --------------- | --------------- |
|             |                 |                 |
|             |                 |                 |
|             |                 |                 |
|             |                 |                 |
| 1948        | 859             |                 |
| 1953        | 824             |                 |
| 1961        | 706             |                 |
| 1971        | 531             |                 |
| 1981        | 434             |                 |
| 1991        | 403             | 398             |
| 2002        | 407             | 403             |
|             |                 |                 |

| Etnična sestava po popisu iz leta 2002 | Etnična sestava po popisu iz leta 2002 | Etnična sestava po popisu iz leta 2002 | Etnična sestava po popisu iz leta 2002 | Etnična sestava po popisu iz leta 2002 |
| -------------------------------------- | -------------------------------------- | -------------------------------------- | -------------------------------------- | -------------------------------------- |
| Srbi                                   | Srbi                                   |                                        | 387                                    | 96,02%                                 |
| Romi                                   | Romi                                   |                                        | 15                                     | 3,72%                                  |
| Neznano                                | Neznano                                |                                        | 0                                      | 0,0%                                   |